# Johann Christoph Schinkel
Pour les articles homonymes, voir Schinkel.
Johann Christoph Schinkel (né le 30 janvier 1736 à Brunn, près de Wusterhausen/Dosse, décédé le 26 août 1787 à Neuruppin) était un théologien prussien.

## Biographie
Johann Christoph Schinkel est né le fils du pasteur Johann Schinkel (1713-1787) et d'Eleanor Brandt. Il a étudié la théologie et la philosophie à Halle (Saxe-Anhalt) de 1753 à 1756. Après plusieurs années comme précepteur, puis comme prédicateur à Krenzlin, près de Neuruppin, il est nommé diacre en juillet 1762 par le Conseil municipal de Neuruppin.
Schinkel, qui a introduit le rationalisme à Neuruppin devint, en 1769, archidiacre et inspecteur. La même année, il épouse Dorothea Rose (1749-1800). Un de leurs fils était l'architecte Karl Friedrich Schinkel.
Johann Christoph Schinkel est mort d'un rhume qu'il a contracté en aidant à éteindre l'incendie dévastateur qui avait ravagé et détruit sa maison à Neuruppin.